# Paracephaleus pallidus
Paracephaleus pallidus är en insektsart som beskrevs av Evans 1947. Paracephaleus pallidus ingår i släktet Paracephaleus och familjen dvärgstritar. Inga underarter finns listade i Catalogue of Life.